# Alia Guagni
Alia Guagni (født	1. oktober 1987) er en italiensk fodboldspiller, angriber af Atletico Madrid og det italienske landshold.